# Шамкир (футбольный клуб)
«Шамки́р» (азерб. Şəmkir Futbol Klubu) — азербайджанский футбольный клуб из одноимённого города. Был основан в 1954 году. Двукратный победитель чемпионатов Азербайджана. Расформирован в 2017 году.

## Из истории клуба
- Клуб дважды (сезоны 1999/2000 и 2000/2001 годов) становился чемпионом Азербайджана, под руководством опытного азербайджанского тренера Агасалима Мирджавадова.
- По итогам сезона 2001/2002 клуб вновь стал чемпионым страны. Но из-за конфликта руководств некоторых клубов и тогдашнего главы АФФА Фуада Мусаева, результаты не был признаны со стороны УЕФА.
- По итогам сезона 2005—2006, заняв 13 место, клуб покинул премьер-лигу Азербайджана и прекратил своё существование.
- С 2009 года возрождённый «Шамкир» до сезона 2016/2017 выступал в первом дивизионе.
- Последним главным тренером команды был один из лучших бомбардиров в истории клуба Бадри Кварацхелия.
- В 2017 году вновь приостановил выступление по финансовым причинам

## «Шамкир» в еврокубках
| Сезон   | Турнир              | Раунд | Соперник                | Дома | В гостях | Итог/Общий счёт |
| ------- | ------------------- | ----- | ----------------------- | ---- | -------- | --------------- |
| 1999/00 | Кубок УЕФА          | 1Q    | «Кривбасc» (Кривой Рог) | 0-3  | 0-2      | 0-5             |
| 2000/01 | Лига чемпионов УЕФА | 1Q    | «Сконто» (Рига)         | 1-2  | 4-1      | 5-3             |
| 2000/01 | Лига чемпионов УЕФА | 2Q    | «Славия» (Прага)        | 0-1  | 1-4      | 1-5             |
| 2001/02 | Лига чемпионов УЕФА | 1Q    | «Барри Таун»            | 0-2  | 0-1      | 0-3             |
| 2004/05 | Кубок УЕФА          | 1Q    | ФК «Тбилиси»            | 0-1  | 1-4      | 1-5             |

## Достижения в чемпионатах Азербайджана
- 1997/98 — 3 место.
- 1998/99 — 2 место.
- 1999/2000, 2000/01, — чемпион.
- 2003/04 — 2 место.